# (8641) 1987 BM1
(8641) 1987 BM1 là một tiểu hành tinh vành đai chính. Nó được phát hiện bởi Poul Jensen ở Brorfelde Observatory gần Holbæk, Đan Mạch, ngày 27 tháng 1 năm 1987.